# Heinrich Dittmar (pedagog)
Heinrich Dittmar, född den 15 december 1792 i Ansbach, död den 24 juli 1866 i Zweibrücken, var en tysk skolman och författare.
Dittmar, som från 1852 var rektor för gymnasiet i Zweibrücken, inrättade i Würzburg och Nürnberg uppfostringsanstalter i Pestalozzis anda och utgav en mängd arbeten av stort värde, särskilt historiska verk för skolan.